# Periclimenes setirostris
Periclimenes setirostris är en kräftdjursart som beskrevs av Bruce 1991. Periclimenes setirostris ingår i släktet Periclimenes och familjen Palaemonidae. Inga underarter finns listade i Catalogue of Life.